# Megacyllene amazonica
Megacyllene amazonica är en skalbaggsart som först beskrevs av Bates 1870.  Megacyllene amazonica ingår i släktet Megacyllene och familjen långhorningar. Inga underarter finns listade i Catalogue of Life.